# Палубінек
Палубінек (пол. Pałubinek, нім. Klein Pallubin) — село в Польщі, у гміні Зблево Староґардського повіту Поморського воєводства.
Населення — 155 осіб (2011).
У 1975-1998 роках село належало до Гданського воєводства.

## Демографія
Демографічна структура станом на 31 березня 2011 року:
|          | Загалом | Допрацездатний вік | Працездатний вік | Постпрацездатний вік |
| -------- | ------- | ------------------ | ---------------- | -------------------- |
| Чоловіки | 72      | 11                 | 55               | 6                    |
| Жінки    | 83      | 27                 | 41               | 15                   |
| Разом    | 155     | 38                 | 96               | 21                   |